# تبرقنت
تبرقنت هي إحدى بلديات ولاية ميلة الجزائرية.